# جيمس أو. ماسون
جيمس أو. ماسون (بالإنجليزية: James O. Mason)‏ هو قسيس أمريكي، ولد في 19 يونيو 1930 في مدينة سولت ليك في الولايات المتحدة، وتوفي في 9 أكتوبر 2019.